# Vœgtlinshoffen
Vœgtlinshoffen település Franciaországban, Haut-Rhin megyében. Lakosainak száma 477 fő (2022. január 1.). Vœgtlinshoffen Husseren-les-Châteaux, Eguisheim, Wintzenheim, Hattstatt, Obermorschwihr, Soultzbach-les-Bains és Wihr-au-Val községekkel határos.

## Népesség
A település népessége az elmúlt években az alábbi módon változott:
| Lakosok száma | 535  | 519  | 489  | 482  | 477  | 473  | 475  | 477  |
|               | 2013 | 2015 | 2017 | 2018 | 2019 | 2020 | 2021 | 2022 |